# Olympische Sommerspiele 2024/Teilnehmer (Palau)
| Gelbes Symbol für Goldmedaillen mit stilisierten Olympischen Ringen | Graues Symbol für Silbermedaillen mit stilisierten Olympischen Ringen | Braundes Symbol für Bronzemedaillen mit stilisierten Olympischen Ringen |
| ------------------------------------------------------------------- | --------------------------------------------------------------------- | ----------------------------------------------------------------------- |
| —                                                                   | —                                                                     | —                                                                       |

Palau nahm an den Olympischen Spielen 2024 vom 26. Juli bis zum 11. August 2024 in Paris mit drei Athleten teil. Es war die insgesamt siebte Teilnahme an Olympischen Sommerspielen.

## Teilnehmer nach Sportarten

### Leichtathletik
Laufen und Gehen
| Athleten         | Wettbewerb | Vorrunde | Vorrunde | Vorlauf       | Vorlauf       | Halbfinale    | Halbfinale    | Finale        | Finale        | Rang |
| Athleten         | Wettbewerb | Zeit     | Rang     | Zeit          | Rang          | Zeit          | Rang          | Zeit          | Rang          | Rang |
| ---------------- | ---------- | -------- | -------- | ------------- | ------------- | ------------- | ------------- | ------------- | ------------- | ---- |
| Frauen           |            |          |          |               |               |               |               |               |               |      |
| Sydney Francisco | 100 m      | 13,15 s  | 7        | ausgeschieden | ausgeschieden | ausgeschieden | ausgeschieden | ausgeschieden | ausgeschieden | 84   |

### Schwimmen
| Athleten   | Wettbewerb    | Vorlauf | Vorlauf | Halbfinale    | Halbfinale    | Finale        | Finale        | Rang |
| Athleten   | Wettbewerb    | Zeit    | Rang    | Zeit          | Rang          | Zeit          | Rang          | Rang |
| ---------- | ------------- | ------- | ------- | ------------- | ------------- | ------------- | ------------- | ---- |
| Frauen     |               |         |         |               |               |               |               |      |
| Yuri Hosei | 50 m Freistil | 30,52 s | 64      | ausgeschieden | ausgeschieden | ausgeschieden | ausgeschieden | 64   |
| Männer     |               |         |         |               |               |               |               |      |
| Jion Hosei | 50 m Freistil | 25,67 s | 53      | ausgeschieden | ausgeschieden | ausgeschieden | ausgeschieden | 53   |